# Fleischhauer (Familienname)
Der Name Fleischhauer gehört zu der Gruppe der Familiennamen, die ursprünglich aus der beruflichen Tätigkeit des ersten Namensträgers abgeleitet wurden (Fleischer).

## Allgemeines
Ein bestimmter Ursprungsort und Entstehungszeitraum des Namens ist nicht genau zu bestimmen, zumal vieles darauf hindeutet, dass der Name in verschiedenen Regionen des ehemaligen deutschen Kulturraums etwa parallel zu gleicher Zeit entstanden ist. Dennoch lässt sich der Name in den mittelhochdeutschen Sprachraum zurückverfolgen. Das mittelhochdeutsche Wort für Fleischhauer lautet „vleischhouwer“. Im 13.–15. Jahrhundert wurde der Fleischer hauptsächlich im Bereich westlich des Rheins und nördlich des Mains und der Eger bis hinüber nach Schlesien und Ostpreußen als Fleischhauer bezeichnet.
Im Mittelalter unterschied man als Berufsbezeichnung den Hausschlachter (zumeist auf dem Lande) vom (städtischen) Knochen-, Bein- oder Fleischhauer, der seine Ware auf dem Markt verkaufte.

## Verbreitung
Ein gehäuftes Vorkommen ist entlang einer S-förmigen Linie, beginnend in Ostpreußen, über Westpreußen, Brandenburg, Sachsen, Thüringen, Hessen, Westfalen, bis hin an die Grenze zu Belgien, festzustellen. Im flämischen Teil Belgiens und in den Niederlanden gab und gibt es auch heute noch einen ähnlich klingenden gleichbedeutenden Namen (Vleeschauwer). Nach Immigration einiger weniger Namensträger im 18. / 19. Jh. in die USA ist der Name dort noch heute relativ weit verbreitet und findet sich in verschiedenen Schreibvarianten.
Die geographische Verbreitung des Namens „Fleischhauer“ in Deutschland lässt sich auf Basis von Telefonteilnehmern ermitteln (Stand 31. Dezember 2002). Der Name tritt demnach mit 1262 Einträgen in 268 Landkreisen auf und belegt den 2631. Platz der häufigsten Familiennamen, womit er überdurchschnittlich häufig auftritt. Eine Häufung des Namens findet sich im Landkreis Hildburghausen (Thüringen). Hier beträgt die relative Häufigkeit des Namens 590 Anschlüsse pro einer Million Einwohner, womit der Landkreis mit deutlichem Abstand den Spitzenplatz in Deutschland belegt. Auch absolut gesehen nimmt der Landkreis Hildburghausen mit 50–60 Einträgen eine Spitzenposition ein. Weitere Landkreise, in denen der Name sowohl relativ (120–240 Einträge pro eine Million Einwohner), als auch absolut (15–30 Einträge) gesehen häufig vorkommt, sind der Landkreis Gotha, der Ilm-Kreis, der Kyffhäuserkreis, der Unstrut-Hainich-Kreis und der Saale-Holzland-Kreis (alle in Thüringen) sowie der Vogelsbergkreis (Hessen).

## Varianten
Fleischauer, Fleischhauer, Fleishhauer, Fleishauer, Fleishaur (USA), Fleishhower, Fleishower, Vleeschauwer, Vleeshauwer, Vleeshauer.
Namen wie Fleischhacker, Knochenhauer, Beinhauer und ähnlich lautende haben einen vergleichbaren Ursprung, sie werden hier aber wegen ihres anderen Wortstamms nicht als Varianten von „Fleischhauer“ aufgeführt.

## Namensträger
- Anna Fleischhauer (* 1987), deutsche Journalistin
- Carl-August Fleischhauer (1930–2005), deutscher Jurist und Richter am Internationalen Gerichtshof von 1994 bis 2003
- Carola Fleischhauer (* 1962), deutsche Eiskunstläuferin
- Chris Fleischhauer (* 1982), deutscher Fernsehmoderator und Journalist
- Christoph Fleischhauer (* 1965), deutscher Jurist, Kommunalpolitiker und Bürgermeister von Moers
- Edmond Fleischhauer (1812–1896), elsässischer Mäzen und Politiker
- Ernst Fleischhauer (1897–1991), deutscher Sänger
- Friedhold Fleischhauer (1834–1896), deutscher Violinist und Konzertmeister
- Georg Fleischhauer (* 1988), deutscher 400-Meter-Hürdenlaufer und Bobsportler
- Günter Fleischhauer (1928–2002), deutscher Musikwissenschaftler
- Gustav Fleischhauer (Ingenieur) (1859–1925), deutscher Ingenieur und Industrieller
- Gustav Ludwig August Fleischauer (1819–1891), deutscher Richter
- Heinrich von Fleischhauer (1809–1884), württembergischer Verwaltungsbeamter
- Ingeborg Fleischhauer (* 1942), deutsche Historikerin
- Irene Fleischhauer (1913–1998), deutsche Politikerin (SPD), Mitglied des Abgeordnetenhauses von Berlin
- Jan Fleischhauer (* 1962), deutscher Journalist und Publizist
- Johann Georg Fleischhauer (1737–1815), deutscher Drucker und Bürgermeister von Reutlingen
- Jörg Fleischhauer (* 1939), deutscher Chemiker und Physiker, Professor für Theoretische Chemie
- Karl von Fleischhauer (1852–1921), Jurist, Staatsbeamter sowie Kult- und Innenminister des Königreichs Württemberg
- Marc Fleischhauer (* 1999), deutscher Fußballspieler
- Michael Fleischhauer (* 1963), deutscher Physiker und Hochschullehrer
- Robert Fleischhauer (1833–1903), württembergischer Oberamtmann und Stadtschultheiß
- Ulrich Fleischhauer (1876–1960), Oberstleutnant in der kaiserlichen Armee, Herausgeber der antisemitischen Zeitschrift „Welt-Dienst“ im Amt Rosenberg
- Werner Fleischhauer (1903–1997), deutscher Kunsthistoriker
- Wolfram Fleischhauer (* 1961), deutscher Schriftsteller